# Capitolium (rivista)
Capitolium fu una "Rassegna mensile di attività municipali" fondata nel 1925 da Filippo Cremonesi, edita per il Governatorato di Roma dalla Bestetti e Tumminelli Editore (poi: Treves-Treccani-Tumminelli) e con primo direttore il segretario generale Alberto Mancini. 

## Descrizione
Ebbe tra i suoi collaboratori illustri artisti, scrittori e studiosi di archeologia, storia, arti e letteratura, dell'epoca, tra cui si ricordano Corrado Ricci, Antonio Baldini, Anton Giulio Bragaglia, Mario dell'Arco, Rodolfo De Mattei, Alberto Maria Ghisalberti, Umberto Bottazzi, Eugenio Giovannetti, Livio Jannattoni, Giuseppe Lugli, Emidio Mucci, Antonio Muñoz, Italo Mussa, Marcello Venturoli, e politici come Benito Mussolini, Giuseppe Bottai, Amerigo Petrucci, Clelio Darida, Giorgio Amendola.
Dopo la caduta del fascismo proseguì come rivista ufficiale del Comune di Roma. Chiuse le pubblicazioni nel 1976.